# 哈德利 (密蘇里州)
哈德利（英語：Hadley）是位於美國密蘇里州雷諾茲縣的非建制地區。

## 歷史
哈德利的郵局於1911年設立，其後於1951年停運。

## 地理
哈德利所處的海拔為高於海平面175米（即574英呎），而該地所採用的時區為UTC-6，即北美中部時區（CST）。同時該地設有夏令時間，為UTC-6調快一小時，即UTC-5（CDT）。